# Joan Baez

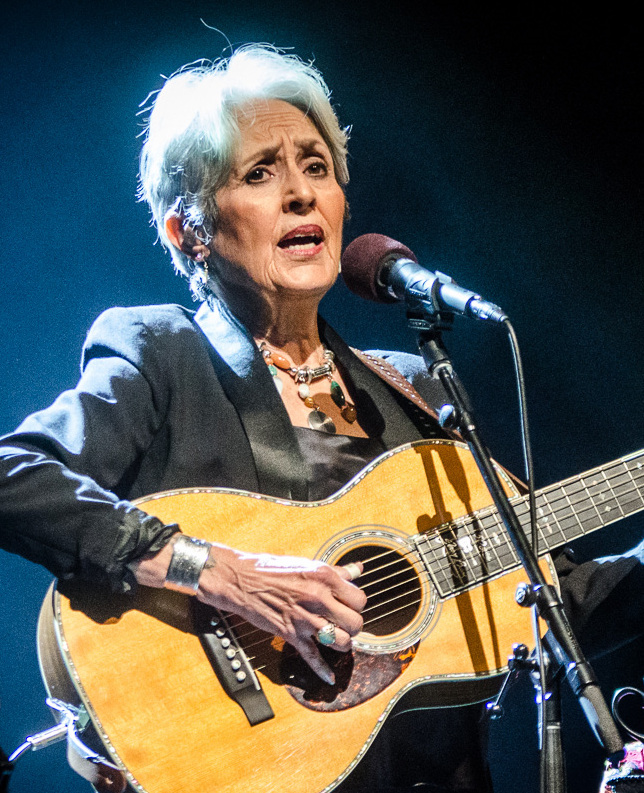
Joan Baez (2016)

Joan Chandos Baez [dʒəʊn ˈbaɪəz] (* 9. Januar 1941 in Staten Island, New York City) ist eine US-amerikanische Folk-Sängerin und -Gitarristin, Bürgerrechtlerin, Pazifistin und Umweltaktivistin. Sie wurde vor allem durch ihre charakteristische Sopranstimme und ihr politisches Engagement gegen den Vietnamkrieg und die Rassentrennung bekannt. Seit den 1960er Jahren gehört sie zu den Ikonen der US-amerikanischen Folk-Bewegung; ihr Auftritt in Woodstock ist ebenso berühmt wie die Liebesbeziehung zu Bob Dylan. Als „Stimme und Gewissen ihrer Generation“ gewann die „Queen of Folk“ nicht nur in der US-amerikanischen Protestszene, sondern auch international Einfluss.
Sie veröffentlichte in den sechs Jahrzehnten ihres musikalischen Schaffens mehr als 30 Alben, hauptsächlich auf Englisch und auf Spanisch. Zu ihren größten Erfolgen gehören Interpretationen von Folk-Klassikern und Fremdkompositionen wie We Shall Overcome, The Night They Drove Old Dixie Down, Here’s to You oder Farewell, Angelina und ihre Eigenkomposition Diamonds & Rust.
Sie erhielt außer dem Ritterschlag der französischen Ehrenlegion zahlreiche Auszeichnungen, darunter zwei Ehrendoktorwürden, zwei Bambis, den Grammy für ihr Lebenswerk (2007) sowie den Woody-Guthrie-Preis für ihr musikalisches Lebenswerk und humanitäres Engagement (2020). 2017 wurde sie in die Rock and Roll Hall of Fame aufgenommen.

## Biografie

### Kindheit und Jugend
Baez kam 1941 auf Staten Island als zweite Tochter von Albert Baez (1912–2007) und Joan Bridge (1913–2013) zur Welt. Ihr Großvater väterlicherseits war in Mexiko aus der katholischen Kirche ausgetreten, methodistischer Pastor geworden und 1914 nach New York gezogen. Ihre Eltern waren ursprünglich ebenfalls Methodisten, traten aber in Baez’ früher Kindheit zum Quäkertum über. Ihr Vater stammte ebenfalls aus Mexiko und war promovierter Physiker, Baez’ Mutter war Schottin und in Edinburgh geboren. 
Wegen ihrer dunkleren Hautfarbe wurde sie in ihrer Kindheit öfter als „Nigger“ beschimpft; Nachbarskindern sei verboten worden, mit ihr zu spielen. Aus beruflichen Gründen des Vaters zog die Familie häufig um, u. a. nach Palo Alto, Boston, Paris, Rom und Bagdad. Als ihr Vater eine Dozentur am Massachusetts Institute of Technology erhielt, zog die Familie im Spätsommer 1958 nach Belmont.
1956 hörte Baez zum ersten Mal eine Rede Martin Luther Kings und bekam von ihren Eltern eine Gitarre geschenkt – damit war der Grundstein für die beiden wichtigsten Aktivitäten ihres Lebens gelegt, die Musik und der Kampf für Bürgerrechte. Zuvor hatte sie sich bereits das Ukulelespielen beigebracht. Später kaufte sie sich vom ersten selbstverdienten Geld eine Gibson-Gitarre. Erste musikalische Einflüsse bekam Baez in ihrem Elternhaus durch Schallplatten von Pete Seeger und Harry Belafonte. Auf einigen frühen Aufnahmen imitiert sie Belafontes Calypso-Sound; Baez und Belafonte kamen sich in späteren Jahren durch gemeinsame politische Aktivitäten näher. Wichtig war für die junge Sängerin auch Rhythm and Blues, wie auch insgesamt, so ihre Aussage, die Musik des schwarzen Amerikas sie mehr beeinflusst hat als die des weißen.

### Musikalische Karriere
Baez unterhielt schon als Schülerin ihre Mitschüler mit Schulhofkonzerten. Nach Beendigung der High School schrieb sie sich zwar an der Boston University ein, konzentrierte sich aber bald nur noch auf ihre Gesangskarriere. Diese begann 1959 mit einigen Auftritten im Club 47, einem Folk-Club in Cambridge, der Hochburg des US-amerikanischen Folk-Revivals. Filmaufnahmen aus dieser Zeit zeigen die Sängerin beim Vortrag traurig-melancholischer Traditionals; eigene Songs oder solche von Kollegen ihrer Zeit hatte sie noch nicht in ihrem Repertoire. Bald hatte sie erste Fans und nahm an den Aufnahmen der Langspielplatte (LP) Folksingers ’Round Harvard Square teil, die bei einem kleinen Musiklabel aus Boston erschien. Ebenfalls 1959 erreichte sie auf dem renommierten Newport Folk Festival zum ersten Mal ein größeres Publikum. Gemeinsam mit Bob Gibson, der während seines Auftrittes Baez als unangemeldeten Überraschungsgast auf die Bühne holte, sang sie zwei Duette (Virgin Mary Had One Son, We Are Crossing the Jordan River), was sie laut ihrer Autobiografie über Nacht zum gefeierten Folk-Star machte.
In den Anfangsjahren ihrer Karriere litt sie an schweren Lampenfieber-Attacken, zeitweise verstärkt durch Agoraphobie. Manchmal habe sie vor lauter Angst einen Konzertauftritt unterbrechen müssen, sich im Waschraum mit Wasser erfrischt, ein wenig geweint und sei dann wieder auf die Bühne gegangen. Niemand habe etwas bemerkt oder bemerken wollen. Manchmal sei die Angst vor einem Konzert so groß geworden, dass sie noch nicht einmal das elterliche Haus habe verlassen können. Nur ihre Schwester Mimi Fariña, die sie zu den Konzerten begleitete, habe davon gewusst und sie bei der Bewältigung dieses Problems unterstützt. Das Lampenfieber habe sie noch lange begleitet. Heute sei sie davon befreit und gehe entspannt auf die Bühne.

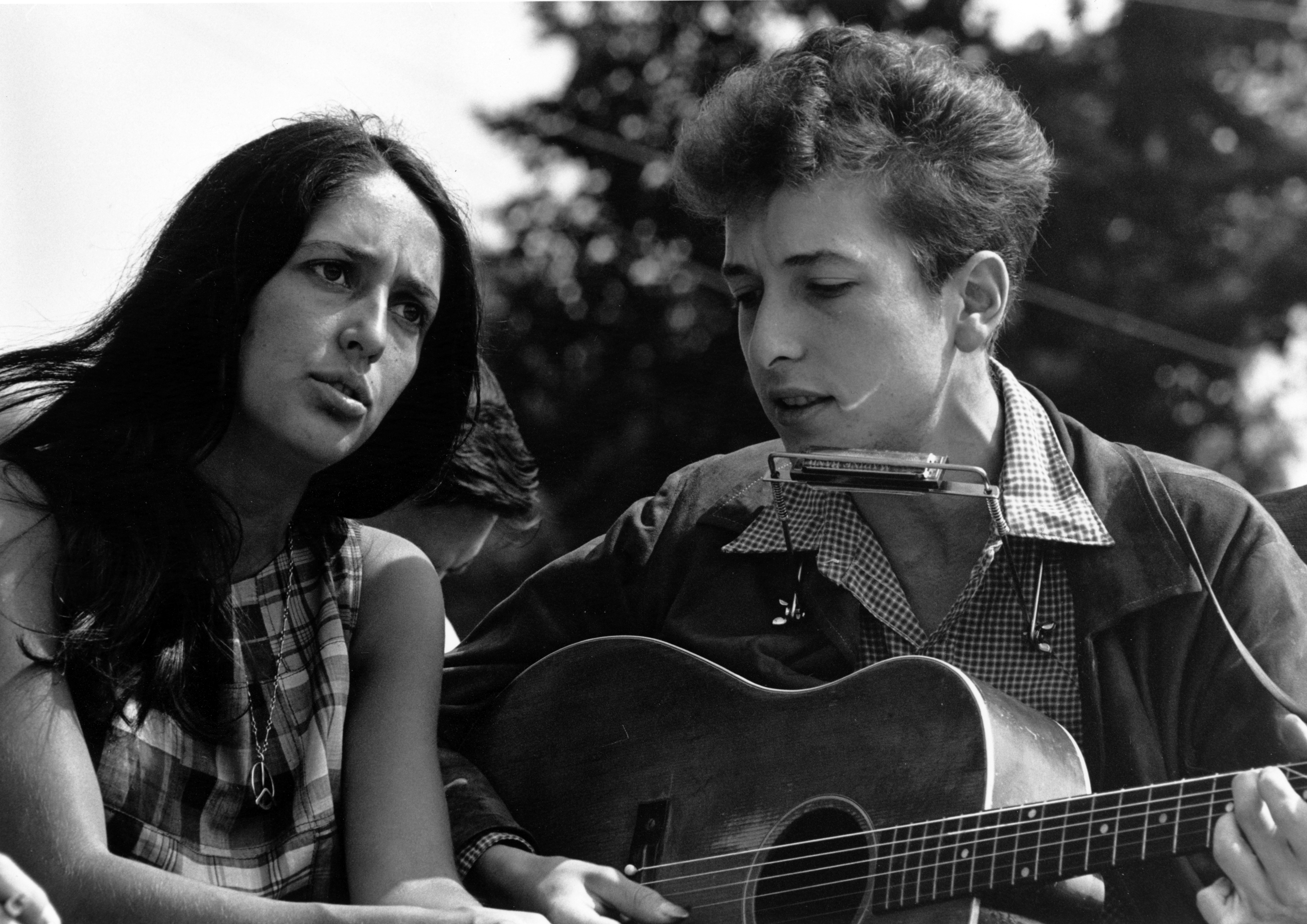
Joan Baez und Bob Dylan 1963 bei dem vom Civil Rights Movement organisierten Marsch auf Washington

Ihre erste Solo-LP erschien 1960 unter dem Titel Joan Baez bei Vanguard Records. Das Nachfolgealbum Joan Baez Vol. 2 (1961) erhielt in den USA eine Goldene Schallplatte, genauso wie beide Teile von Joan Baez in Concert aus dem Jahr 1962. 1961 ging sie außerdem auf eine USA-Tournee und lernte dabei Bob Dylan kennen, der im Vorprogramm von John Lee Hooker auftrat. Sie begann, Dylans Songs zu interpretieren, und stellte den noch wenig bekannten Folk-Musiker in ihren Konzerten als Überraschungsgast einem breiten Publikum vor. Aus der anfänglich beruflichen wurde bald auch eine private Beziehung; die beiden wurden ein Paar. Baez bezeichnete 2009 im Dokumentarfilm Joan Baez von Mary Wharton die Begegnung mit Dylan als ihren künstlerischen Durchbruch. Dylan erinnert sich im selben Film vor allem an den harmonischen Zusammenklang ihrer Stimmen und das Besondere an Baez’ zum Teil kompliziertem Gitarrenspiel, das keiner außer ihr in dieser Form beherrscht habe. So komponierte John W. Duarte auf eine Anregung von Sharon Isbin hin ihr zu Ehren eine Joan-Baez-Suite.
In der ersten Hälfte der 1960er Jahre stand sie mit an der Spitze der Folk-Bewegung. Bereits zu dieser Zeit beeinflusste ihr Stil Künstlerinnen wie Joni Mitchell, Bonnie Raitt und Judy Collins. 1962, auf einer Tournee durch die Südstaaten, entschloss sie sich, nur noch dort aufzutreten, wo es keine Rassenschranken gab. Somit blieben ihr in den USA nur die schwarzen Universitäten. Am 28. August 1963 sang sie auf dem Civil Rights March das berühmte We Shall Overcome, das in den folgenden Jahren quasi zu ihrem sängerischen Markenzeichen wurde. Außerdem trat sie dort zusammen mit Dylan auf. Bezogen vor allem auf die 1960er Jahre wurde sie rückblickend als „Stimme und Gewissen ihrer Generation“ bezeichnet.
Am Nachmittag des 1. Mai 1966 besuchte Joan Baez in Ost-Berlin den DDR-Dissidenten und Liedermacher Wolf Biermann in seiner Wohnung in der Chausseestraße. Anlass ihres Aufenthalts in Ost-Berlin war die Einladung des Kabaretts Die Distel, am Abend dieses Tages vor zweihundert ausgewählten Zuhörern aufzutreten. Baez lud Biermann zu ihrem Konzert ein und setzte gegen den heftigen Widerstand der Veranstalter durch, dass der Liedermacher einen Platz im Zuschauerraum erhielt. Unter anderem drohte sie damit, nicht aufzutreten und sofort nach West-Berlin abzureisen. Während der Veranstaltung bedauerte sie öffentlich das durch die DDR-Behörden erlassene Auftrittsverbot für Biermann: „… ein Mensch mit seiner Begabung sollte überall auftreten dürfen. Außerdem möchte ich ihn einladen, in Amerika zu singen und seine Gedichte dort zu rezitieren.“ Ihre Äußerungen in diesem Zusammenhang fielen der DDR-Zensur zum Opfer und wurden in einer später gesendeten Fernsehaufzeichnung nicht gezeigt.

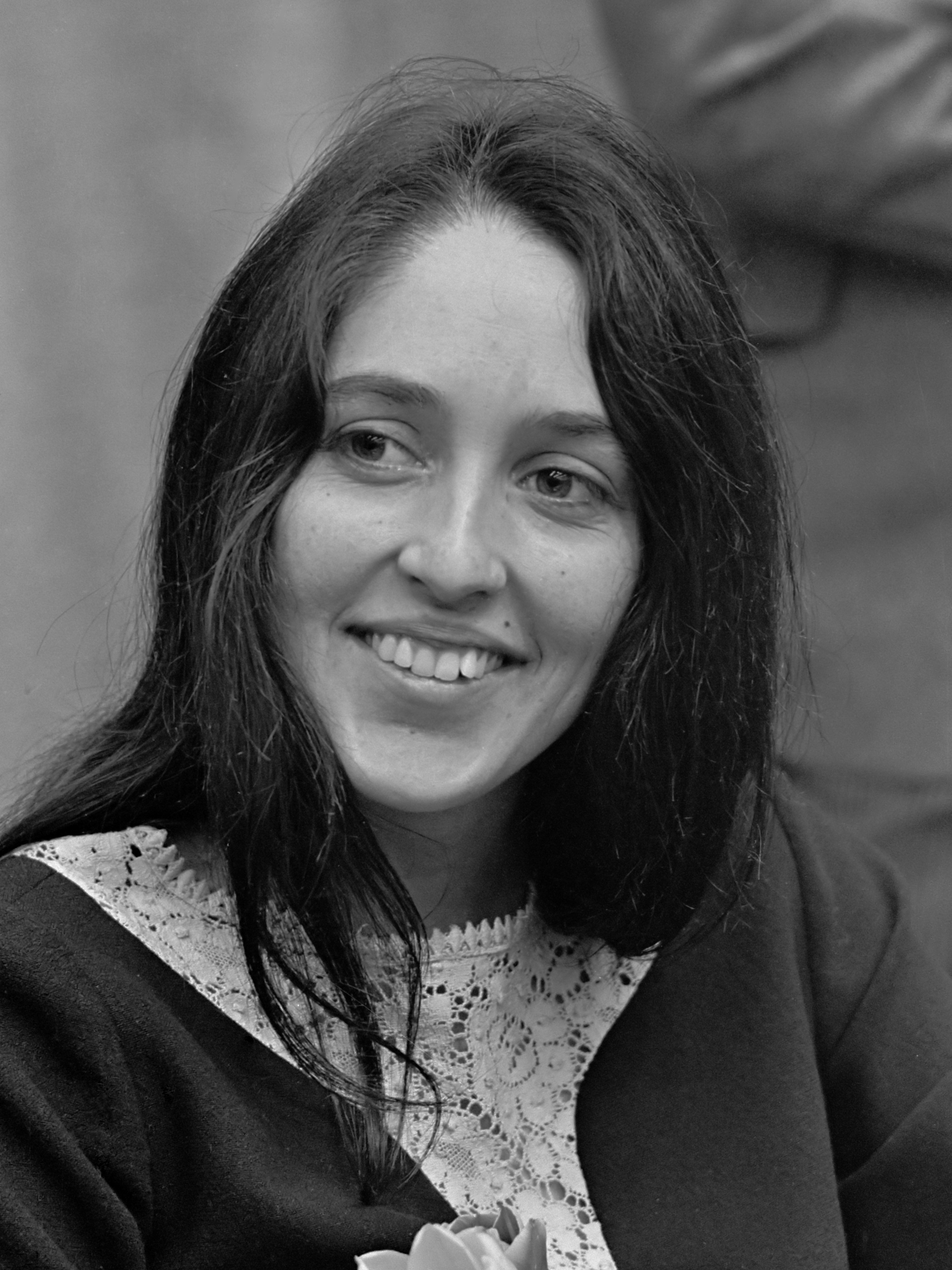
Joan Baez (1966)

Genau wie Dylan wurde auch sie von der British Invasion beeinflusst und begann, ihre akustische Gitarre durch Bass und E-Gitarre zu verstärken, was bereits auf Farewell, Angelina (1965) zu hören ist. Kurz zuvor hatte Dylan begonnen, Folk mit Rockmusik zu verknüpfen, indem auch er seine Gitarre elektrisch verstärkte und mit einer Begleitband auftrat. Da Baez sich von Dylan auf dessen Englandtour 1965 vernachlässigt fühlte und er sie auch kein einziges Mal bat, mit ihm aufzutreten, ging die Beziehung im folgenden Jahr in die Brüche. Nach eigenen Angaben hatte Baez, die selbst keine Drogen nahm, zudem Probleme mit dem hohen Drogenkonsum der Bandmitglieder während der Tournee.
Gegen Ende des Jahrzehnts experimentierte Baez verstärkt mit Lyrik, wie auf Baptism; A Journey Through Our Time zu hören war. Das 1968 veröffentlichte Album ist eine Sammlung von Gedichten, die entweder gesprochen oder mit orchestraler Begleitung vorgetragen wurden. Im selben Jahr heiratete sie den Kalifornier David Harris, einen bekannten Gegner des Vietnamkrieges und Kriegsdienstverweigerer. Als Fan der Country-Musik beeinflusste er ihre Musik in diese Richtung, was auf David’s Album aus dem Jahr 1969 hörbar ist. Dieses Album enthält unter anderem das Traditional Poor Wayfaring Stranger, bei dem sie von ihrer Schwester Mimi Fariña begleitet wird, und Will the Circle Be Unbroken mit Elvis Presleys ehemaligen Backgroundsängern The Jordanaires.
Seit 1967 schrieb Joan Baez auch selber Songs. Auf dem Album Joan finden sich mit Saigon Bride und North zwei Eigenkompositionen, die mit Nina Dushek entstanden. Im Jahre 1969 sang Baez beim Woodstock-Festival ihre Eigenkomposition Sweet Sir Galahad, die 1970 auf dem ebenfalls von Country beeinflussten Album One Day a Time als Studioversion veröffentlicht wurde. In ihrer Autobiografie bezeichnet sie dieses Lied als das erste, das sie selbst geschrieben hat. Auf dem Album Blessed Are ... finden sich eine ganze Reihe von Eigenkompositionen.
Im Jahre 1969 trat sie auf dem Woodstock-Festival auf. Die schwangere Sängerin nutzte dieses große Forum, um die Missstände in der Welt anzuprangern. Sie thematisierte die Inhaftierung ihres Ehemanns wegen Wehrdienstverweigerung, der zu dieser Zeit eine 15-monatige Freiheitsstrafe verbüßte und einen Hungerstreik unter den Mithäftlingen initiiert hatte, nachdem er aus einem Bezirksgefängnis in ein schärfer bewachtes Bundesgefängnis verlegt worden war. Anschließend sang sie ohne Begleitung den Gospelsong Swing Low, Sweet Chariot. Nach der Geburt ihres Sohnes besuchte sie mit ihm den Vater im Gefängnis. Die Ehe mit Harris wurde 1973 geschieden.
Im Jahre 1971 coverte Baez The Night They Drove Old Dixie Down von The Band und hatte damit einen Top-10-Hit in den USA. Mit dem 1972 veröffentlichten Album Come From the Shadows wechselte sie zu A&M Records, wo sich ihre Musik in Richtung Mainstream-Pop veränderte, sie aber auch mehr künstlerische Freiheiten erhielt und sich als Songschreiberin weiterentwickeln konnte. Come From the Shadows gehört zu ihren politischsten Werken, mit Liedern wie Song of Bangladesh über die Gräuel des Bangladesch-Krieges.
Ein künstlerischer wie kommerzieller Höhepunkt war das 1975er-Album Diamonds & Rust. Der von Baez geschriebene Titelsong behandelt ihre missglückte Liebesbeziehung zu Bob Dylan. Die Zeile „My poetry was lousy you’ve said.“ („Meine Lyrik sei miserabel, hast du mir gesagt.“) deutet auch auf künstlerische Differenzen der beiden hin. Diamonds & Rust hielt sich 46 Wochen in den US-Charts und war sowohl bei der Kritik als auch kommerziell ein großer Erfolg. Der Titelsong zählt neben Speaking of Dreams zu den bekanntesten Eigenkompositionen von Baez. Er wurde mehrfach gecovert, unter anderem 1977 von Judas Priest und 2003 von Blackmore’s Night.
Anfang der 1970er Jahre wirkte Baez an den Soundtracks von zwei international erfolgreichen Kinoproduktionen mit. So sang sie 1971 zur Musik Ennio Morricones die Lieder zum italienisch-französischen Justizdrama Sacco e Vanzetti von Regisseur Giuliano Montaldo. Aus diesem Film wurde insbesondere das als eine Art Hymne für die Opfer politischer Justiz verbreitete Lied Here’s to You weltbekannt und vielfach adaptiert. 1972 sang sie die Texte der von Peter Schickele komponierten Songs im von Douglas Trumbull gedrehten ökologisch ambitionierten US-amerikanischen Science-Fiction-Film Silent Running (deutscher Titel: Lautlos im Weltraum).
Im Jahre 1972 trat Baez zusammen mit B. B. King und den Voices of East Harlem im Gefängnis Sing Sing im Bundesstaat New York auf. Anders als viele ihrer Kollegen waren sie bereit, eine Filmprojektgruppe aus dem Gefängnis zu unterstützen und bei einem Abschlusskonzert mitzuwirken. Dort trat Baez für Toleranz und Verständnis für Strafgefangene ein. Für den Film, der aus Interviews mit den Gefangenen und Gefängnispersonal, Aufnahmen der Vorbereitungen für das Konzert und eben den Auftritten der Künstler selbst besteht, spielte sie den Titelsong Sing Sing Thanksgiving ein.
In den Jahren 1975 und 1976 folgte mit der Rolling Thunder Revue ihre zweite Tournee mit Dylan. Auf dieser Tournee, die unpolitisch war und viele clowneske Elemente enthielt, war Baez laut Dylan so unbeschwert und innerlich gelöst wie noch nie. Filmaufnahmen zeigen eine tanzende, springende und herumalbernde Joan Baez, gegen ihre Gewohnheit in verrückten Outfits, stark geschminkt, mit Modeschmuck und lackierten Fingernägeln. Baez erinnert sich, dass sie diese von Politik unbelastete Tournee als Erholung empfand; über einen längeren Zeitraum hätte sie eine unpolitische Lebensweise allerdings nicht ausgehalten. 1978 spielte Baez als „Frau in Weiß“ gemeinsam mit Dylans Ex-Frau Sara in dessen Film Renaldo and Clara mit. Es gab für sie zu der damaligen Zeit in Argentinien ein durch die Junta verordnetes Auftritts- und Berichterstattungsverbot.
Sie wechselte kurzzeitig zu CBS Records, war aber für ihr Live Europe ’83 von 1984 ohne ein US-amerikanisches Label. Im Jahre 1985 spielte sie auf dem Live-Aid-Konzert, nachdem sie im Jahr zuvor erneut auf Europatournee mit Dylan gewesen war. 1987 folgte das nächste Album in den USA, Recently auf dem Label Gold Castle Records. 1988 trat sie unter dem Namen 3 Voices auf einigen Konzerten gemeinsam mit Konstantin Wecker und Mercedes Sosa auf. Ihr 30-jähriges Bühnenjubiläum feierte sie 1989 mit dem Album Speaking of Dreams. Für das 1992er-Album Play Me Backwards wechselte sie erneut die Plattenfirma; diesmal ging sie zu Virgin Records. Das Album brachte ihr eine Grammy-Nominierung ein.

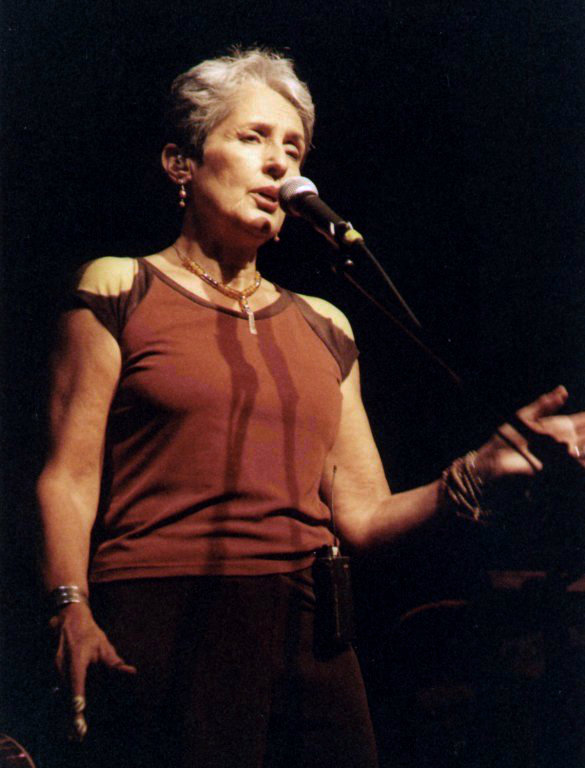
Joan Baez (2003)

Kurz vor ihrem 50. Geburtstag 1991 engagierte sie zum ersten Mal einen Manager und nahm Gesangsunterricht. Außerdem unterzog sie sich einer Psychotherapie. Seit dieser Zeit spielt sie bei Plattenaufnahmen nur noch sehr selten Instrumente, sondern konzentriert sich weit mehr auf ihren Gesang. Bei Live-Tourneen spielt sie die Gitarre nach wie vor selbst. Ring Them Bells, ein vielbeachtetes Live-Album, veröffentlichte sie 1995 gemeinsam mit einigen Freundinnen und Kolleginnen (Dar Williams, Indigo Girls, Tish Hinojosa, Janis Ian, Mary Black, Kate & Anna McGarrigle und Mary Chapin Carpenter) sowie ihrer Schwester Mimi Fariña. Mit den Indigo Girls ist sie mehrfach bei Konzerten aufgetreten, mit Janis Ian 1994 bei einem Benefizkonzert für die National Gay and Lesbian Task Force.
In den Jahren 2004 und 2005 tourte sie durch die USA, 2006 durch mehrere Städte Deutschlands, 2008 gab sie Konzerte beim Glastonbury Festival in England und beim Montreux Jazz Festival in der Schweiz. 2009 stand sie beim 50. Jubiläum des Newport Folk Festivals, das ihr 50 Jahre zuvor den Durchbruch beschert hatte, auf der Bühne. Zu ihren Interpretationen gehören klassische US-Traditionals und ‑Folk-Songs wie House of the Rising Sun, Barbara Allen, Lieder von Pete Seeger, Woody Guthrie und Bob Dylan, aber auch zahlreiche Lieder auf Spanisch und vereinzelt in anderen Sprachen wie Italienisch, Französisch, Russisch und Deutsch (Kinder von Bettina Wegner).
Baez belässt es aber nicht bei traditionellem Liedgut: So interpretiert sie auf ihrem Album Day After Tomorrow (2008) zeitgenössische Folk-Songs, unter anderem aus der Feder von Steve Earle, der auch das Album produzierte. Auch dieses Album wurde für einen Grammy nominiert. Baez war damit zum ersten Mal seit vielen Jahren wieder in den Billboard-Charts platziert. Sie interpretierte auch vielfach den bekannten Folk-Song über den amerikanischen Arbeiterführer Joe Hill mit dem Titel I Dreamed I Saw Joe Hill Last Night aus der Feder von Alfred Hayes und Earl Robinson. Auch trug sie wesentlich dazu bei, das ursprünglich jiddische Lied Donna Donna weltweit bekannt zu machen.
Im Jahre 2016 erschien 75th Birthday Concert auf CD und DVD; das Konzert, aufgenommen in New York im Beacon Theater, wurde auch auf PBS und Arte ausgestrahlt und ist ein Konzertmitschnitt mit prominenten Duettpartnern wie Paul Simon, Damien Rice, Indigo Girls und Emmylou Harris. 2017 wurde Baez in die Rock and Roll Hall of Fame aufgenommen. 2018 folgt das Studioalbum Whistle Down the Wind. Das Grammy nominierte Album erreichte Chartpositionierungen in Deutschland, Großbritannien und den USA. Baez war 2018 und 2019 auf Fare Thee Well-Tournee mit 118 ausverkauften Konzerten in Europa und den USA.

### Politisches Engagement
Neben ihrer Musik engagierte sich Baez früh politisch und setzte sich für Minderheiten auf der ganzen Welt, für den Pazifismus und gegen die Rassentrennung in ihrer Heimat ein. Nachhaltig beeinflusst wurde sie durch den afroamerikanischen Sprecher der US-amerikanischen Bürgerrechtsbewegung (Civil Rights Movement) Martin Luther King, den sie bei einem Quäker-Seminar als Schülerin zum ersten Mal reden hörte. Baez blieb King bis zu dessen Ermordung verbunden und arbeitete bei zahlreichen politischen Aktionen mit ihm zusammen.
Ihr politisches Engagement begann 1957, als sie sich aus zivilem Ungehorsam weigerte, das Klassenzimmer während einer Luftschutzübung zu verlassen, da die Übung sinnlos sei. Zuvor hatte sie mit ihrem Vater ausgerechnet, dass die Schüler unmöglich die Schutzräume erreichen könnten, bevor, wie in der Übung suggeriert, Raketen aus der Sowjetunion ihren damaligen Wohnort Palo Alto in Kalifornien erreicht hätten. Der Vorfall um die „besserwisserische“ Schülerin wurde in der Lokalpresse groß aufgemacht und brachte Baez den Ruf ein, Kommunistin zu sein. Kurz darauf verließ die Familie den Ort. Noch im selben Jahr traf sie Ira Sandperl (1923–2013), einen Friedensaktivisten im kalifornischen Menlo Park, der sich auf die Lehren Mahatma Gandhis berief und zu ihrem Mentor als Aktivistin wurde. Er half ihr durch seine Ansichten zum Pazifismus auch dabei, das zeitweise schwierige Verhältnis zu ihrer Schwester Mimi zu verbessern. Baez sollte sich, so Sandperl, bei jeder ihrer Aktivitäten immer vorstellen, dass es die letzte Stunde ihres Lebens sei, was ihr offenbar im Umgang mit Mimi half.
Im Sommer 1961 ließ sich Joan Baez im Carmel Valley – in der Nähe von Carmel-by-the-Sea – nieder und baute sich dort ein Haus. Einige Jahre später gründete sie dort das Institute for the Study of Nonviolence, aus dem später das Resource Center for Nonviolence wurde, das 2005 über den Golfkrieg und seine Auswirkungen berichtete.
Gewaltlosigkeit wurde zu einer wichtigen Vokabel in Baez’ politischem Wortschatz, auch gegenüber dem politischen Gegner und, zum Beispiel bei Demonstrationen, gegenüber der Polizei. Bürgerrechtler Jesse Jackson, Weggefährte und Freund, erinnert sich in Mary Whartons Joan-Baez-Dokumentation daran, dass bei politischen Veranstaltungen auch unter schwierigen, politisch-emotional aufgeladenen Bedingungen (z. B. als Steine auf schwarze Schüler geworfen wurden, die in eine weiße Schule gingen), Baez immer darauf gedrängt habe, dieses Wort mehrfach in die Reden einzuflechten, um die angespannte Situation zu deeskalieren. 

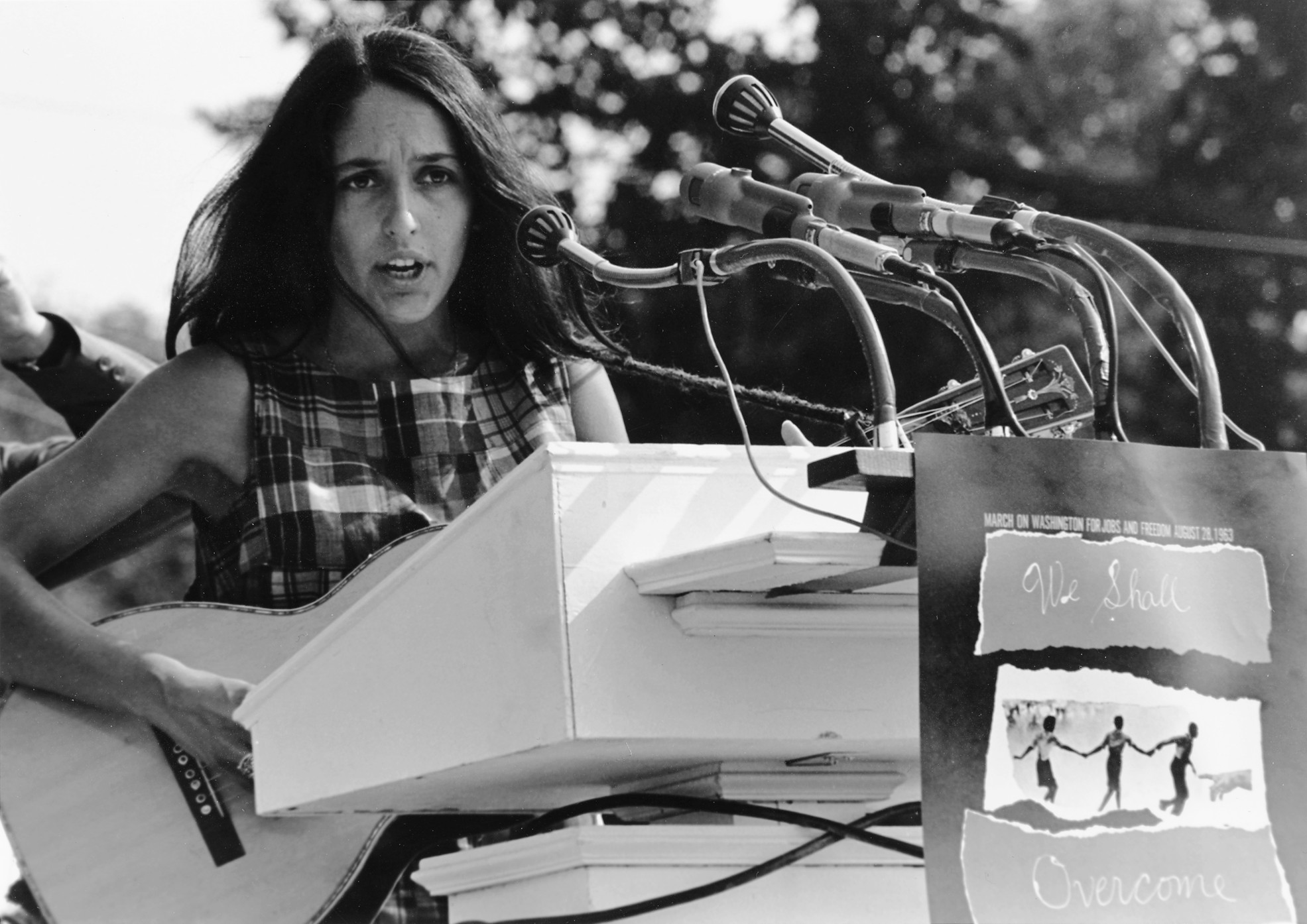
Auftritt Joan Baez’ beim Marsch auf Washington für Arbeit und Freiheit am 28. August 1963

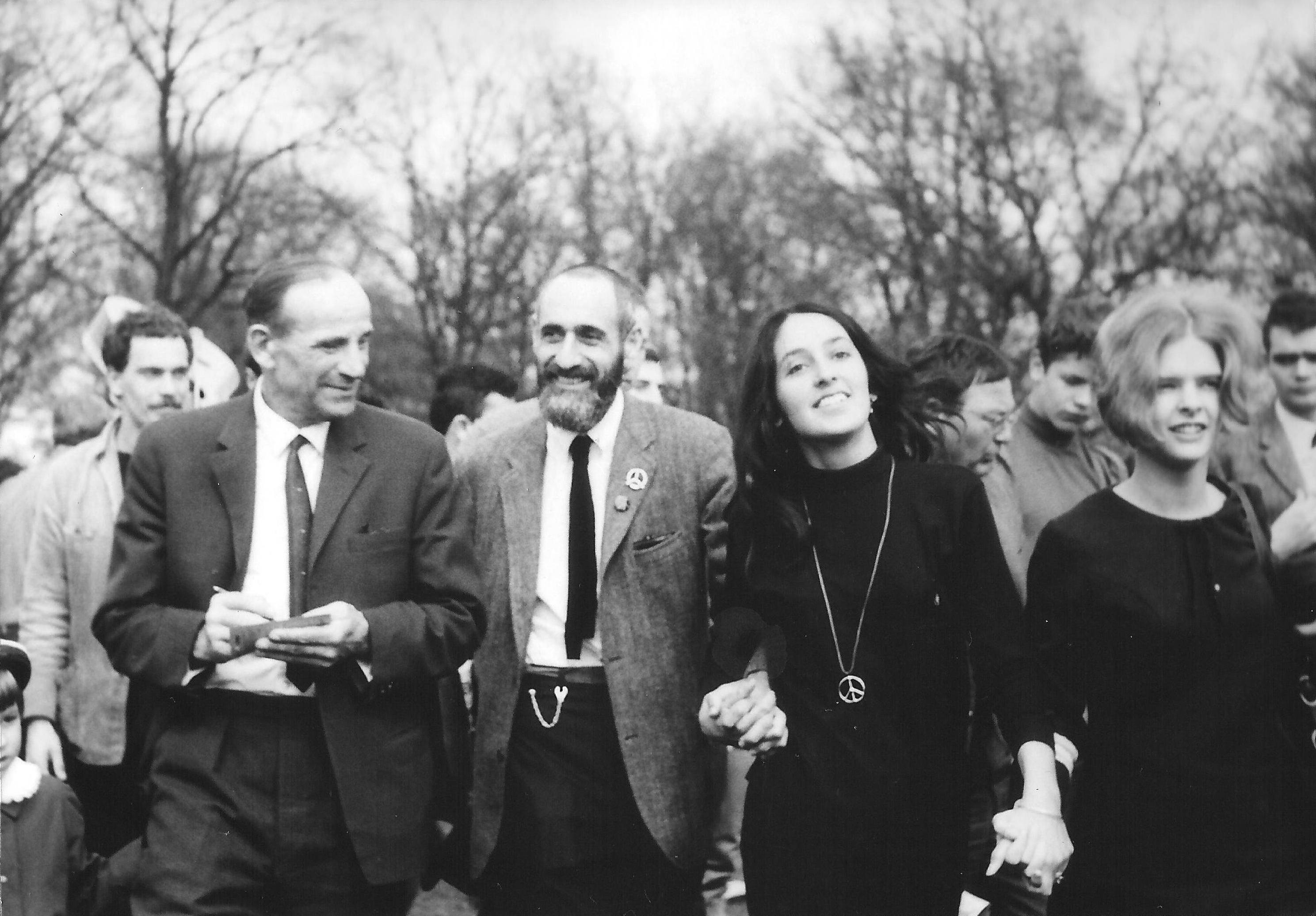
Joan Baez beim Frankfurter Ostermarsch 1966

In den 1960er-Jahren zahlte sie einen Großteil ihrer Lohnsteuer auf ein Sperrkonto, um den Vietnamkrieg nicht mitzufinanzieren, unterstützte das Free Speech Movement – eine für Meinungsfreiheit und gegen den Krieg in Vietnam eintretende Studentenorganisation – und nahm an Ostermärschen in Deutschland teil. 1963 weigerte sie sich, in Shows von ABC aufzutreten, da der Sender den linken Musiker Pete Seeger boykottierte. Im selben Jahr sang sie auch zusammen mit Bob Dylan am Lincoln Memorial anlässlich des Marsches auf Washington und der Kundgebung mit Martin Luther King. Nachdem sie 1967 während der Beteiligung an einer Blockade der Zufahrt zu einem Armeekomplex zu einer Freiheitsstrafe von 10 Tagen verurteilt worden war, wurden alle ihre Platten aus den PX Stores in Europa entfernt. Sie wurde ein zweites Mal verhaftet und verbrachte insgesamt einen Monat im Gefängnis. Außerdem gründete sie die West-Coast-Abteilung von Amnesty International. 1967 verweigerte ihr der konservative Frauenverein Töchter der Amerikanischen Revolution einen Auftritt in der Constitution Hall, wie es diese Frauenvereinigung bereits 1939 mit Marian Anderson wegen deren Hautfarbe getan hatte.
Baez war an zahlreichen Protestmärschen und anderen politischen Aktionen gegen den Vietnamkrieg beteiligt. Im Jahre 1972 reiste sie in der Weihnachtszeit mit einer Delegation der Friedensbewegung nach Nordvietnam. Dort wurde sie von der US-Militäraktion Operation Linebacker II (bekannt auch als Christmas Day Bombing) überrascht, bei der die US-Luftwaffe zwölf Tage lang Hanoi massiv bombardierte; viele Menschen wurden dabei getötet, die Stadt schwer beschädigt. Baez und ihre Mitreisenden überlebten den Angriff. Nach eigenen Angaben wurde sie von dem Erlebnis schwer traumatisiert. Das 1973 erschienene Album Where Are You Now, My Son? gibt im gleichnamigen vertonten Gedicht, das mit live aufgenommenen Tonbandaufzeichnungen des Geschehens vor Ort untermalt ist, in einer Länge von etwa 21 Minuten die Eindrücke von Joan Baez’ Erleben in Hanoi wieder. Auch nach Beendigung des Vietnamkriegs engagierte sich Baez weiterhin in Südostasien. In den 1980er-Jahren reiste sie mit einer humanitären Organisation nach Kambodscha, um Lebensmittel und Medikamente in den besonders notleidenden Westen des Landes zu bringen.
Als ihre Schwester Mimi 1972 die Organisation Bread & Roses gründete, half Baez dabei intensiv mit. Die Organisation veranstaltet seitdem Konzerte in Krankenhäusern und Gefängnissen. Im August 1975 erhielt sie bei den ersten Rock Music Awards eine Auszeichnung für ihren Dienst an der Öffentlichkeit und wurde außerdem mit einem Feiertag (Joan Baez Day, am 2. August 1975) in Atlanta geehrt. Nachdem sie 1972 in einem Interview gesagt hatte, dass sie zehn Jahre zuvor eine lesbische Beziehung unterhalten hatte und sich als bisexuell sieht, gab sie 1978 einige Benefizkonzerte gegen die Proposition 6, die sogenannte Briggs-Initiative, die allen homosexuellen Lehrern den Unterricht an öffentlichen Schulen in Kalifornien verbieten wollte. Im selben Jahr beteiligte sie sich an Gedenkmärschen für den bei einem Attentat zusammen mit George Moscone, dem Bürgermeister San Franciscos, getöteten Politiker Harvey Milk, der sich als Schwuler geoutet hatte.
In Madrid sang sie 1977 nach dem Ende der Diktatur Francisco Francos unter anderem den Song We Shall Not be Moved (Spanisch No nos moverán), der 40 Jahre lang in Spanien verboten gewesen war. Sie sang gegen Diktaturen und Militärputsche in Südamerika und gründete 1979 die Menschenrechtsorganisation „Humanitas International Human Rights Committee“, die sich um Boatpeople aus Vietnam kümmerte. Sie leitete die Organisation, bis diese 1992 ihre Dienste einstellte.
In den 1980er Jahren unterstützte sie die Friedensbewegung. Sie spielte 1986 auf der von Amnesty International veranstalteten Tour Conspiracy of Hope zusammen mit Sting, Peter Gabriel und anderen. 1987 nahm Joan Baez eine Version des Liedes Biko von Gabriel für ihr Album Recently auf. Václav Havel sprach sie „entscheidenden Einfluss auf die samtene Revolution“ in der Tschechoslowakei von 1989 zu. Im selben Jahr veröffentlichte sie den Protestsong China, in dem sie die blutige Niederschlagung des Volksaufstandes auf dem Tian’anmen-Platz (Tian’anmen-Massaker) anprangerte. 1992 war sie eine der ersten Künstlerinnen, die Bosnien-Herzegowina besuchten. Im kriegszerstörten Sarajevo ging sie, geschützt durch eine kugelsichere Weste, mit Begleitschutz durch die Straßen, sprach mit den Menschen und musizierte u. a. mit dem als Cellist von Sarajevo bekannten Straßenmusiker Vedran Smailović.
Im Jahre 2003 gab sie zusammen mit Steve Earle, Emmylou Harris und Billy Bragg Konzerte gegen den Einsatz von Landminen. Auch gegen den Irakkrieg meldete sie sich im August 2005 zu Wort, als sie Cindy Sheehan, die Mutter eines getöteten Soldaten, bei ihrem Camp an der Zufahrt zu George Bushs Ranch besuchte. Außerdem ist sie bis heute Sponsorin des Zentralkomitees für Kriegsdienstverweigerer in den USA. Sie unterstützte 2008 die Präsidentschaftskandidatur Barack Obamas. 2010 zeigte sich Baez in der Öffentlichkeit kritisch gegenüber dem neuen, verschärften Einwanderungsgesetz für Mexikaner im US-Bundesstaat Arizona und nutzte dazu Konzertauftritte in ihrer Heimat, so im Juli 2010 in Salt Lake City.
Im Jahre 2017 veröffentlichte sie auf ihrer Facebook-Seite den Anti-Trump-Song Nasty Man, in dem sie unter anderem dessen Mauerbau-Pläne verspottet und ihm den Besuch bei einem Therapeuten empfiehlt. Der Song werde „die Leute zum Lachen bringen“, auch wenn es kein gutes Lied sei, erklärte sie. Ihr zufolge ist aber nicht alleine Trump für das gesellschaftliche Klima verantwortlich, vielmehr hätten sich die Dinge „in den vergangenen 50 Jahren in die Richtung“ entwickelt, in der sie sich jetzt befänden, und die Menschen hätten es zugelassen.
Im Jahre 2022 malte sie als Zeichen der Unterstützung der Ukraine nach dem russischen Überfall ein Porträt des ukrainischen Präsidenten Wolodymyr Selenskyj. Limitierte Druckausgaben werden für je 500 Dollar verkauft und die Einnahmen an die Hilfsorganisation International Medical Corps gespendet. Auf ihrer Webseite schrieb sie dazu, dass sie berührt sei von der 'zweifelsfreien und erstaunlichen Tapferkeit' des angegriffenen Präsidenten.

### Privates
Baez hatte eine zwei Jahre ältere Schwester, Pauline Baez (1938–2016), die 1960 bis 1964 mit dem Künstler Brice Marden verheiratet war. Ihre zweite Schwester, Mimi Fariña, die vier Jahre jünger und ebenfalls Sängerin und Gitarristin war, starb 2001. Der Swallow Song auf der Baez-Live-CD Ring them Bells von 1995 stellt ein Duett der beiden Schwestern dar. Der mathematische Physiker John Baez ist ihr Cousin.
Von 1968 bis 1973 war sie mit dem Journalisten David Harris verheiratet. Im Dezember 1969 wurde der gemeinsame Sohn Gabriel Earl geboren. Er begleitete sie verschiedentlich als Perkussionist ihrer Band.
Nach der Scheidung von Harris, die 1973 erfolgte, hatte sie kurze Beziehungen mit verschiedenen Partnern, darunter mit Steve Jobs. Seit 1974 lebt sie gemeinsam mit ihrem Sohn nebst Schwiegertochter und Enkelin auf einem großen Anwesen in Woodside, Kalifornien. Auch ihre Mutter lebte bis zu ihrem Tod im Jahre 2013, kurz nach ihrem 100. Geburtstag, bei Baez. Auf ihrem Grundstück hat Baez ein Baumhaus, in dem sie einen großen Teil ihrer freien Zeit verbringt, meditiert und schreibt.
Zu ihrem 80. Geburtstag eröffnete Baez in einer kalifornischen Galerie eine Ausstellung mit von ihr gemalten realistischen Porträts, unter anderen von Kamala Harris, Greta Thunberg, Václav Havel, Nelson Mandela, Ruth Bader Ginsberg, dem jungen Bob Dylan sowie einem Selbstporträt.
In einer Therapie, die auch Hypnose beinhaltete, kamen Baez Erinnerungen ins Bewusstsein, gemäß derer ihr Vater und weitere Involvierte sie missbraucht hätten. Beweise gebe es keine. Ihre Eltern hatten den Missbrauch einem False Memory Syndrom zugeschrieben. Im Dokumentarfilm Joan Baez: I Am a Noise kommen die Eltern auf Tonbandaufzeichnungen zu Wort und bekräftigen, keine Erinnerungen an Missbräuche zu haben.

### Joan-Baez-Award
Anlässlich des 50. Jubiläums der Menschenrechtsorganisation Amnesty International erhielt Joan Baez als erste am 18. März 2011 in San Francisco den nach ihr benannten Award. Sie erhielt diese Ehrung für ihren herausragenden Einsatz im weltweiten Kampf für Menschenrechte und ihre mutige Menschenrechtsarbeit bei Amnesty International. In den kommenden Jahren soll diese Auszeichnung an Künstler aus den Bereichen Musik, Film u. Ä. verliehen werden, die sich auf ähnliche Weise für Menschenrechte einsetzen.

## Auszeichnungen
- Grammy-Nominierungen (9×)[31]
- 1971: Move For Vietnam Peace Award, Chicago Business Executives
- 1975: Public Service Award (Rock Music Awards; 1975 oder 1977)
- 1975: Thomas Merton Award
- 1978; 1979; 1996 Bambi
- 1979: Earl Warren Civil Liberties Award
- 1980
  - Ehrendoktorwürde (2×, 1980)
  - Jefferson Award, American Institute of Public Service
- 1982
  - Lennon Peace Tribute Award
  - Americans For Democratic Action Award
- 1983
  - SANE Education Fund Peace Award
  - Chevalier, frz. Legion d’Honneur
  - Best Live Album, Academy Charles Cros
- 1989: Leadership Award, ACLU of Southern California
- 1992: Death Penalty Focus of California Award
- 1994: Award of Achievement, The Gleitsman Foundation
- 1996: Golden Achievement Award, WXPN-FM Radio, Philadelphia
- 2003: John-Steinbeck-Award
- 2004: World Peace Music Award
- 2007: Grammy für ihr Lebenswerk 2007
- 2011: Joan Baez Award von Amnesty International
- 2014: ASCAP Centennial Award, gemeinsam mit Stevie Wonder, Billy Joel, Stephen Sondheim und Garth Brooks
- 2015: Ambassador of Conscience Award
- 2017: Aufnahme in die Rock and Roll Hall of Fame (2017)[32]
- 2020: Mitglied der American Academy of Arts and Sciences[33]
- 2020: Woody-Guthrie-Preis[34]
- 2020: Kennedy-Preis[35]

## Diskografie
Studioalben

| Jahr | Titel                      | Höchstplatzierung, Gesamtwochen, AuszeichnungChartplatzierungen (Jahr, Titel, Platzierungen, Wochen, Auszeichnungen, Anmerkungen) | Höchstplatzierung, Gesamtwochen, AuszeichnungChartplatzierungen (Jahr, Titel, Platzierungen, Wochen, Auszeichnungen, Anmerkungen) | Höchstplatzierung, Gesamtwochen, AuszeichnungChartplatzierungen (Jahr, Titel, Platzierungen, Wochen, Auszeichnungen, Anmerkungen) | Höchstplatzierung, Gesamtwochen, AuszeichnungChartplatzierungen (Jahr, Titel, Platzierungen, Wochen, Auszeichnungen, Anmerkungen) | Höchstplatzierung, Gesamtwochen, AuszeichnungChartplatzierungen (Jahr, Titel, Platzierungen, Wochen, Auszeichnungen, Anmerkungen) | Anmerkungen |
| Jahr | Titel                      | DE | AT | CH | UK | US | Anmerkungen |
| ---- | -------------------------- | --- | --- | --- | --- | --- | --- |
| 1961 | Joan Baez, Vol. 2          | — | — | — | — | US13 Gold · (125 Wo.)US | Erstveröffentlichung: September 1961 Produzent: Maynard Solomon                                                     |
| 1962 | Joan Baez                  | DE38 (4 Wo.)DE | — | — | UK9 Silber · (18 Wo.)UK | US15 Gold · (140 Wo.)US | Erstveröffentlichung: Oktober 1960 Produzent: Maynard Solomon Charteintritt in US erst 1962, in DE und UK erst 1965 |
| 1964 | Joan Baez / 5              | — | — | — | UK3 (27 Wo.)UK | US12 (66 Wo.)US | Erstveröffentlichung: Oktober 1964 Produzent: Maynard Solomon                                                       |
| 1965 | Farewell, Angelina         | DE30 (2 Wo.)DE | — | — | UK5 (23 Wo.)UK | US10 (27 Wo.)US | Erstveröffentlichung: Oktober 1965 Produzent: Maynard Solomon                                                       |
| 1967 | Joan                       | — | — | — | — | US38 (20 Wo.)US | Erstveröffentlichung: August 1967 Produzent: Maynard Solomon                                                        |
| 1968 | Baptism                    | — | — | — | — | US84 (25 Wo.)US | Erstveröffentlichung: Juni 1968 Produzent: Maynard Solomon                                                          |
| 1969 | Any Day Now                | — | — | — | — | US30 Gold · (20 Wo.)US | Erstveröffentlichung: Dezember 1968 Produzent: Maynard Solomon                                                      |
| 1969 | David’s Album              | — | — | — | — | US36 (14 Wo.)US | Erstveröffentlichung: Mai 1969 Produzent: Maynard Solomon                                                           |
| 1970 | One Day at a Time          | — | — | — | — | US80 (14 Wo.)US | Erstveröffentlichung: Januar 1970 Produzent: Maynard Solomon                                                        |
| 1971 | Blessed Are …              | — | — | — | — | US11 Gold · (23 Wo.)US | Erstveröffentlichung: Juli 1971 Produzent: Norbert Putnam                                                           |
| 1971 | Carry It On                | — | — | — | — | US164 (5 Wo.)US | Erstveröffentlichung: Dezember 1971 Soundtrack zum gleichnamigen Film Produzent: Christopher Knight                 |
| 1972 | Come from the Shadows      | — | — | — | — | US48 (24 Wo.)US | Erstveröffentlichung: Mai 1972 Produzent: Joan Baez                                                                 |
| 1973 | Where Are You Now, My Son? | — | — | — | — | US138 (9 Wo.)US | Erstveröffentlichung: März 1973 Produzenten: Joan Baez, Norbert Putnam, Henry Lewy                                  |
| 1975 | Diamonds & Rust            | — | — | — | — | US11 Gold · (46 Wo.)US | Erstveröffentlichung: April 1975 Produzent: David Kershenbaum                                                       |
| 1976 | Gulf Winds                 | — | — | — | — | US62 (17 Wo.)US | Erstveröffentlichung: Oktober 1976 Produzent: David Kershenbaum                                                     |
| 1977 | Blowin’ Away               | — | — | — | — | US54 (14 Wo.)US | Erstveröffentlichung: Juni 1977 Produzenten: David Kershenbaum, Bernard Gelb                                        |
| 1979 | Honest Lullaby             | — | — | — | — | US113 (7 Wo.)US | Erstveröffentlichung: Juli 1979 Produzent: Barry Beckett                                                            |
| 2008 | Day After Tomorrow         | DE95 (1 Wo.)DE | — | — | UK100 (1 Wo.)UK | US128 (1 Wo.)US | Erstveröffentlichung: 9. September 2008 Produzent: Steve Earle                                                      |
| 2018 | Whistle Down the Wind      | DE8 (8 Wo.)DE | AT23 (2 Wo.)AT | CH13 (5 Wo.)CH | UK47 (1 Wo.)UK | US88 (3 Wo.)US | Erstveröffentlichung: 2. März 2018 Produzent: Joe Henry                                                             |

grau schraffiert: keine Chartdaten aus diesem Jahr verfügbar

## Autobiografisches
- Daybreak – An Intimate Journal. The Dial Press, New York, NY 1968.
  - übersetzt von Jörg Fauser: Tagesanbruch. Zweitausendeins, Frankfurt am Main 1978, 1982 DNB 209321598.
- And a Voice to Sing With: A Memoir. Century Hutchinson, 1987, London. ISBN 0-7126-1827-9.
  - übersetzt von Christiane Müller: We Shall Overcome – Mein Leben. Autobiografie, Lübbe, Bergisch Gladbach 1988, ISBN 3-7857-0493-3.
- Mit Siebzehn hat man noch Träume. Im Gefängnis war es wunderbar. Interview in: KulturSPIEGEL mit Dominik Baur, 27. Oktober 2008, Heft 11/2008, Seite 62 (mit je einem Foto von Joan Baez 1958 und von 2008).
- mit Yoko Ono u. a.: Erinnerungen an John Lennon, mit einer Einführung von Yoko Ono, übersetzt von David Alleckna. Schwarzkopf und Schwarzkopf, Berlin 2005, ISBN 978-3-89602-679-8.

## Dokumentationen und Spielfilm
- Mary Wharton (Regie, Buch): Joan Baez. How Sweet the Sound. Dokumentation, USA 2009, 84 Min., Deutscher Titel: Joan Baez, SWR (Erstsendung arte, 8. Juli 2010). Inhaltsangabe und Preview beim US-Sender PBS (englisch).
- Joan Baez: I Am a Noise (deutscher Titel: Mit lauter Stimme), Dokumentarfilm USA 2023, 113 Minuten, Regie Miri Navasky, Karen O’Connor und Maeve O’Boyle
- In der Filmbiografie Like A Complete Unknown (A Complete Unknown, 2024) wird Baez von Monica Barbaro dargestellt, die für ihre Leistung 2025 eine Oscar-Nominierung erhielt.